# Retorno a Hansala
Retorno a Hansala es una película española estrenada en 2008 que fue dirigida y coproducida por la directora de cine Chus Gutiérrez.

## Sinopsis
A comienzos de la década de 2000, en las playas de Rota aparecieron los cadáveres de once jóvenes inmigrantes marroquíes que intentaban cruzar el estrecho de Gibraltar en patera. Se descubrió por sus ropas que los once muchachos pertenecían a la misma aldea, Hansala. La película pretende recrear aquel suceso visto desde los ojos de dos personajes: Martín, un empresario funerario que pretende hacer negocios con lo ocurrido y Leila, hermana de uno de los fallecidos. Ambos se embarcarán en la aventura de intentar repatriar el cadáver del muchacho en una furgoneta, donde vivirán una intensa experiencia moral que les llevará a replantearse todas sus creencias.

## Premios
- 2008: Seminci - Valladolid: Premio Especial del Jurado
- 2009 1.er Premio Festival de El Cairo y Premio Especial de la Crítica